# Valentiniano II
Valentiniano II (en latín, Flavius Valentinianus; 371 - 392) fue emperador romano de Occidente desde 375 hasta 392.

## Vida
Fue elevado emperador a los cuatro años de edad por Merobaudes sin la autorización del emperador Graciano, hermano mayor de Valentiniano. No obstante, Graciano aceptó a su hermano como colega en el poder.  Valentiniano y su familia vivieron en Milán, y el imperio occidental se dividió nominalmente entre los dos. Graciano se quedó con las provincias transalpinas, mientras que Italia, parte de Iliria y África quedaron bajo el gobierno de Valentiniano, o más bien de su madre, Justina. Justina era arriana, y la corte imperial de Milán luchó contra los católicos de esa ciudad, liderados por su obispo Ambrosio. La popularidad de Ambrosio era tal, que la autoridad imperial se vio debilitada. En 387 Magno Clemente Máximo, un militar hispano, pariente de Teodosio I, que había comandado un ejército en Britania y, tras derrotar al emperador Graciano, se había autoproclamado emperador de Occidente en 383 (año de la muerte de este emperador), cruzó los Alpes y amenazó Milán.
El emperador Valentiniano II y su madre huyeron y pidieron ayuda a Teodosio I, emperador de Oriente y cuñado de Valentiniano. Teodosio restauró a Valentiniano en el trono en 388, tras la muerte de Magno Máximo.

## Muerte
El 15 de mayo del 392, Valentiniano apareció ahorcado en su casa de la ciudad de Vienne en la Galia, realmente murió la noche del 14 de mayo. Teodosio había colocado al joven Valentiniano bajo la tutela de Arbogastes. Las relaciones entre Valentiniano y Arbogastes hacen pensar que más que de un tutor se trataba de un carcelero impuesto por Teodosio I. Arbogastes era el auténtico jefe del ejército de Valentiniano y el que decidía en las cuestiones políticas y sobre los propios actos del emperador. Cuando en el 392 se cernió sobre Panonia una nueva invasión, Valentiniano decidió acudir personalmente con su ejército a combatirlos, pero Arbogastes se lo impidió.

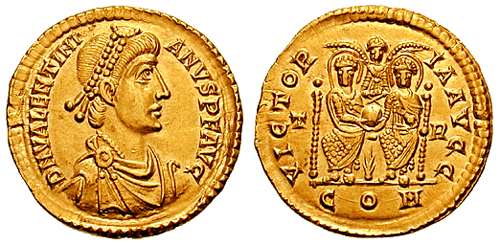
Un sólido acuñado por Valentiniano II. En el reverso se conmemora a Valentiniano y Teodosio I como victoriosos.

El día 15 de mayo de ese año, Valentiniano fue encontrado ahorcado en su residencia de Vienne. Arbogastes aseguró que la muerte del emperador fue un suicidio, pero Zósimo escribió en el siglo VI en Constantinopla que Valentiniano fue asesinado, Las autoridades antiguas se muestran divididas sobre este asunto.. En cualquier caso, Teodosio no tomó ningún tipo de represalia sobre Arbogastes ni pareció especialmente interesado en saber las causas de la muerte pese a las veladas acusaciones que Ambrosio, obispo de Milán, hizo durante su oración fúnebre por Valentiniano. 
Cuando Arbogastes elevó al gramático Eugenio, un leal amigo suyo, a la dignidad imperial de occidente, estalló la guerra civil entre Flavio Eugenio y Teodosio I por el control del oeste. La victoria de este último en la batalla del Frígido dio lugar a la reunificación del Imperio romano y a su división nuevamente tras la muerte de Teodosio, volviéndose a reunificar con la proclamación de emperador de Occidente al emperador oriental Zenón.